# InterNLnet
InterNLnet is een internetprovider in Nederland met ongeveer 40 personeelsleden.
InterNLnet richt zich voornamelijk op zakelijk internet, hosting en cloud diensten.

## Geschiedenis
De Stichting InterNLnet was in handen van de Radboud Universiteit Nijmegen en is verkocht aan de dochteronderneming BBned van het Italiaanse Telecom Italia dat ook bekend is van Alice, Pilmo en Bbeyond. In juni 2010 is geheel BBned door Telecom Italia verkocht aan Tele2. Bood het oorspronkelijk breedband internet aan in de regio Nijmegen, inmiddels is het ook bekend van glasvezelprojecten, waaronder 'verglazingstrajecten' in Amsterdam en bij woningcorporatie Portaal. XMS was een samenwerkingsproject tussen InterNLnet en Reggefiber, maar is in april 2010 geheel in handen gekomen van Reggefiber.
Op 20 februari 2020 is InterNLnet B.V. opgericht en heeft met ingang van 1 maart 2020 alle hostingdiensten, het klantenbestand, en de handelsnaam InterNLnet en Zonnet van T-Mobile Netherlands B.V. overgenomen. Tele2 en T-Mobile Netherlands B.V. waren net daarvoor gefuseerd.